# Cantón de Collonges
El cantón de Collonges (en francés canton de Collonges) era una división administrativa francesa, situada en el departamento de Ain y la región de Ródano-Alpes.

## Composición
El cantón incluía diez comunas:
- Challex
- Chézery-Forens
- Collonges
- Confort
- Farges
- Lancrans
- Léaz
- Péron
- Pougny
- Saint-Jean-de-Gonville

## Supresión del cantón
En aplicación del decreto nº 2014-147 de 13 de febrero de 2014, el cantón de Collonges fue suprimido el 1 de abril de 2015 y sus 10 comunas pasaron a formar parte, ocho del nuevo cantón de Thoiry y dos del nuevo cantón de Bellegarde-sur-Valserine.